# Устимчик Володимир Костянтинович
Володимир Костянтинович Устимчик (нар. 5 травня 1952, Кривий Ріг, УРСР, пом. 5 березня 2000, Кривий Ріг, Україна) — радянський футболіст та український тренер. Півзахисник. Бронзовий призер чемпіонату СРСР (1974). Майстер спорту СРСР (1974). Чемпіон СРСР (1983).
Освіта вища. Закінчив Одеський політехнічний інститут.

## Життєпис
Вихованець криворізького футболу, почав грати в групі підготовки «Кривбасу» в 1966 році.
В одеський «Чорноморець» потрапив, погравши за «Кривбас» і дубль київського «Динамо». У 1974 році разом з «моряками» став бронзовим призером чемпіонату СРСР.
У 1975 році Устимчик з чотирма голами розділив лаври найкращого снайпера «Чорноморця» в компанії ще з трьома одноклубниками, а в 1976 році потрапив в число 33 найкращих футболістів Української РСР (№3 серед центральних півзахисників). Однак найпродуктивніші сезони в Одесі у нього вийшли, починаючи з 1977 року. Володимир багато грав і багато забивав, провів 2 гри в Кубку УЄФА. Його технічний футбол зачаровував уболівальників.
У «Дніпро» Володимир Устимчик прийшов в 29-річному віці, коли в радянському футболі гравці зазвичай закінчували кар'єру. Однак свого останнього слова у футболі він на той час ще не сказав, що незабаром і довів своєю блискучою грою. У сезоні 1983 року Устимчик в складі дніпропетровського клубу став чемпіоном СРСР. У золотому матчі проти «Спартака» 6 листопада 1983 року Володимира Устимчик вивів дніпропетровську команду з капітанською пов'язкою. В березні 1984 року покинув команду.
У грі Устимчик був технічний, легкий, рухливий. Добре орієнтувався на полі, мав диспетчерські здібності, корисно діяв в підіграванні партнерам.
Бутси на цвях Устимчик повісив в рідному Кривому Розі, відігравши за «Кривбас» ще два повноцінних сезони.
Після завершення кар'єри гравця футбольна кар'єра у великого майстра, на жаль, не склалася. Устимчик нерідко безслідно зникав з поля зору уболівальників, лише зрідка давав про себе знати. Як, наприклад, в 1994 році, коли працював головним тренером ізмаїльського «Дунаю». Це єдине, що відомо про його подальшу долю.
Через рік після смерті, в 2001 році, Володимир Устимчик був включений до числа найкращих футболістів Одеси ХХ століття і символічну збірну «Чорноморця» всіх часів.

## Досягнення
- Чемпіонат СРСР
  -  Чемпіон (1): 1983
  -  Бронзовий призер (1): 1974

- У списках найкращих футболістів УРСР: 1976